# Vandranke
Vandranke (Luronium) er en planteslægt, der kun har denne ene art. Beskrivelse af slægten følger derfor artsbeskrivelsen.
| Art |

- Almindelig Vandranke (Luronium natans)